# Erlöserkirche (Heidelberg)

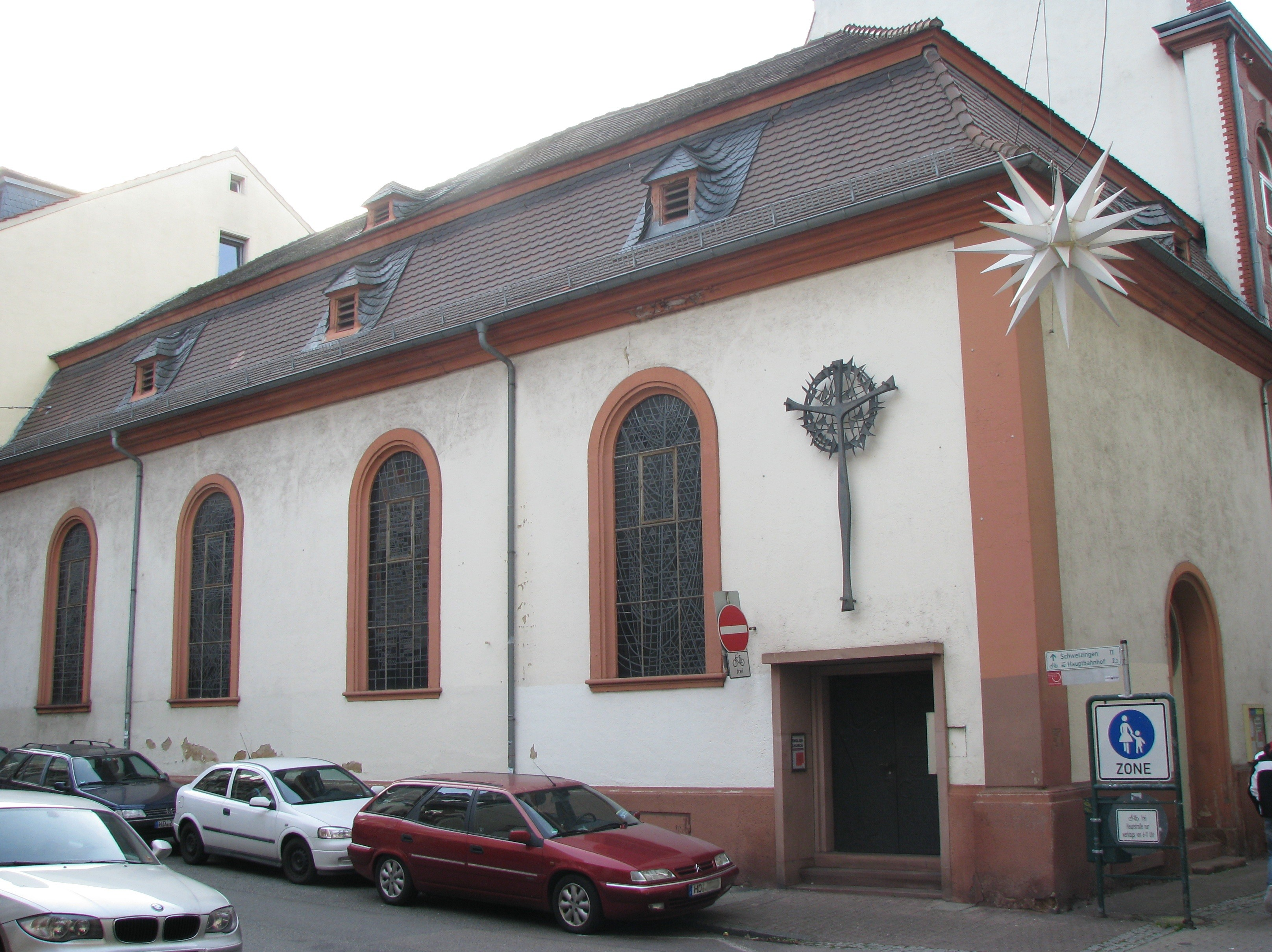
Die Erlöserkirche

Die Erlöserkirche (ⓘ) ist eine Kirche in der Heidelberger Altstadt, die 1723/24 als Klosterkirche der „Weißnonnen“ (Dominikanerinnen) erbaut wurde. Nach Aufhebung des Klosters wurde sie für verschiedene Zwecke genutzt und ist heute die Pfarrkirche der altkatholischen Gemeinde. Neben der Jesuitenkirche ist sie die einzige erhalten gebliebene der ursprünglich zahlreichen Klosterkirchen in der Heidelberger Altstadt.

## Geschichte
1720 gründeten die Dominikanerinnen ein Kloster an der Ecke von Plöck und Schießtorstraße, 1723–24 wurde die Klosterkirche erbaut, die der heiligen Katharina von Siena geweiht war. Im Zuge der Säkularisation wurde das Kloster 1802 aufgehoben. Im Jahr darauf erwarben die Lutheraner das Gebäude und nutzten es bis 1821 als Hospital. Anschließend wurde im Klostergebäude eine katholische Frauenarbeitsschule eingerichtet, bis es 1901 abgerissen wurde, um die Erweiterung der danebenliegenden Höheren Mädchenschule (heute: Hölderlin-Gymnasium) zu ermöglichen. Die Kirche hingegen wurde der englischen Gemeinde zur Verfügung gestellt. Mit Kriegsbeginn 1914, als Deutschland und England Gegner wurden, wurde die „Englische Kapelle“ geschlossen. Die Kirche wurde nun von der Schule als Aula verwendet. 1936 wurde sie der altkatholischen Gemeinde übergeben, die nach ihrer Trennung von der römisch-katholischen Kirche von 1876 bis 1894 die St.-Anna-Kirche und anschließend den Chor der Heiliggeistkirche genutzt hatte. Am 3. Mai 1936 konsekrierte Bischof Erwin Kreuzer sie als „Alt-Katholische Erlöserkirche“. 1971 wurde die Englische Gemeinde The English Church Heidelberg wieder gegründet, die seitdem am zweiten Sonntag im Monat die Erlöserkirche mit nutzt. 

## Beschreibung

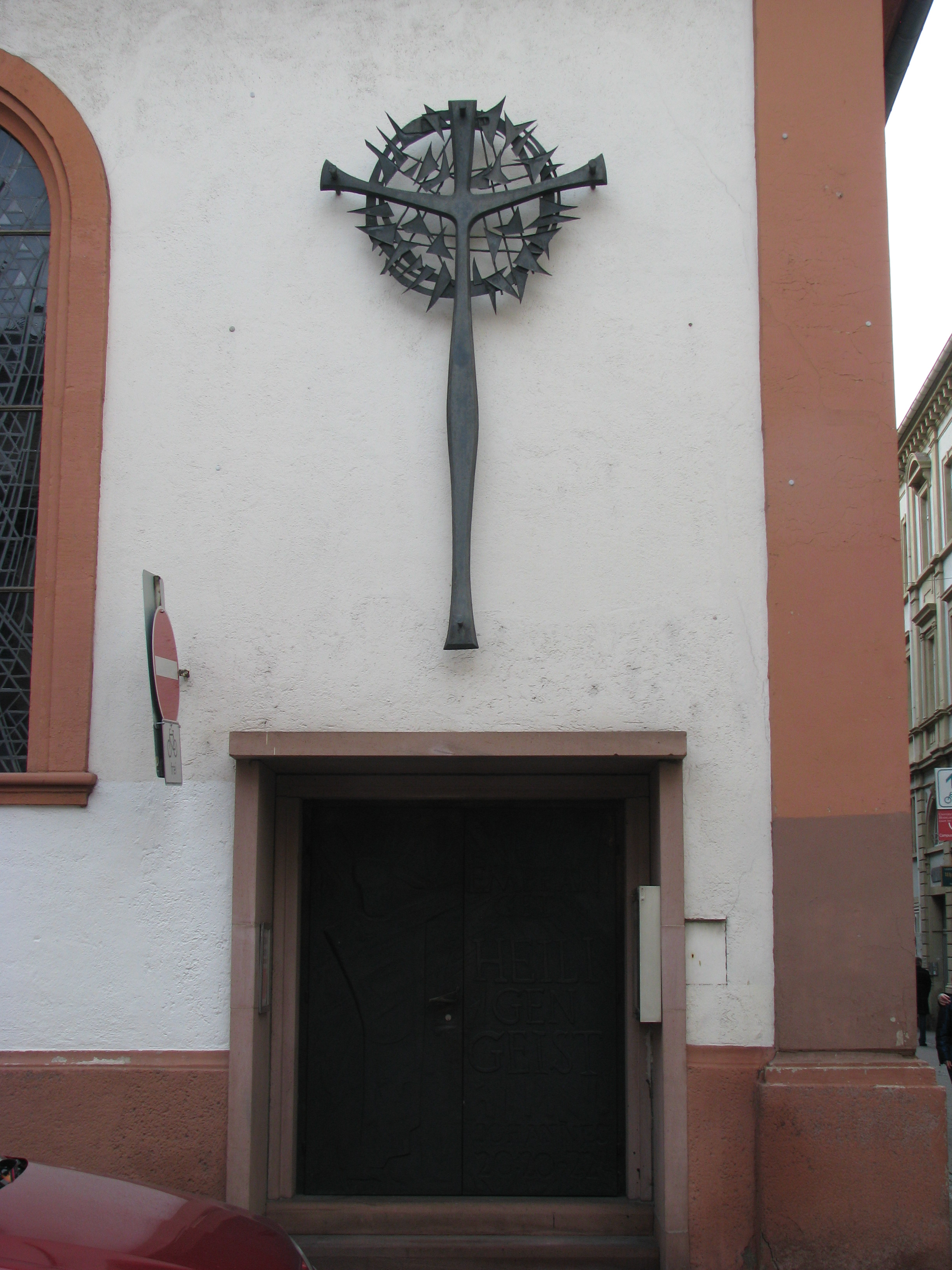
Bronzekreuz und Portal von Harry MacLean

Die einfache unter Denkmalschutz stehende Saalkirche wurde im 19. und 20. Jahrhundert mehrmals umgebaut. Bis auf den barocken Orgelprospekt stammt die Einrichtung aus dem 20. Jahrhundert. Die Altkatholiken hatten ein monumentales Kreuz, das aus der ehemaligen Kapuzinerkirche stammte, aus der Heiliggeistkirche mitgenommen, dieses wurde inzwischen zurückgegeben.
Die farbkräftigen Fenster wurden 1962 von Harry MacLean geschaffen und zeigen den Baum des Lebens, die sich ergießende Gnade, das Taufwasser des Jordans, das Himmlische Jerusalem und die Feuersäule des Auszugs aus Ägypten. Der Tabernakel, die Taufschale, das Bronzekreuz an der Außenwand und das Bronzeportal stammen ebenfalls von Harry MacLean. Das Portal stellt die Beauftragung der Jünger nach Joh 20,20–22  dar, das Kreuz soll mit den leicht aufsteigenden Armen und der Dornenkrone, die zum Strahlenkranz wird, daran erinnern, dass Kreuzigung und Auferstehung als Glaubensinhalt nicht zu trennen sind.